# Nhóm ngôn ngữ Kwa
Nhóm ngôn ngữ Kwa, thường được gọi là New Kwa, là một nhóm ngôn ngữ thuộc ngữ hệ Niger-Congo nói ở đông nam Bờ Biển Ngà, trên toàn miền nam Ghana và ở miền trung Togo, nó còn được đề xuất nâng cấp lên ngữ hệ nhưng 'bị phớt lờ'. Tên gọi có từ năm 1895 bởi Gottlob Krause và xuất phát từ từ "người" (Kwa) trong nhiều ngôn ngữ thuộc nhóm này, minh họa là tên của tiếng Akan.

## Ngôn ngữ
Xem hộp thông tin bên phải để biết phân loại hiện nay.
Các cụm ngôn ngữ khác nhau trong nhóm ngôn ngữ Kwa có mối liên hệ rất xa và không chứng minh được rằng chúng gần nhau hơn so với các ngôn ngữ Niger-Congo láng giềng.
Stewart  phân chia các nhánh chính sau, phân tích so sánh lịch sử hỗ trợ như các nhóm hợp lệ:
- Potou-Tano (bao gồm cả tiếng Akan)
- Ga-Dangme
- Na-Togo
- [trước đây] Gbe (có sự nghi ngờ, vì chúng cho thấy nhiều đặc điểm gần với tiếng Akan)

Các ngôn ngữ Lagoon ở phía nam Bờ Biển Ngà không gần lắm với bất kỳ ngôn ngữ nào trong số này, cũng không có quan hệ lẫn nhau, vì vậy chúng chưa được phân nhóm:
- Avikam - Alladian
- Attié
- Abé
- Adjukru
- Abidji
- [nghi ngờ] Ega

Ngôn ngữ Esuma biến mất khoảng 1800, vẫn chưa được phân loại.
Kể từ Stewart, tiếng Ega bị loại bỏ tạm thời, các ngôn ngữ Gbe được đưa trở lại vào nhóm ngôn ngữ Volta-Niger, tiếng Apro cũng được thêm vào. Một số ngôn ngữ Na-Togo và Ka-Togo đã được đặt thành các nhánh riêng biệt của nhóm Kwa.
Ethnologue chia các ngôn ngữ Kwa thành hai nhóm: Nyo và Left bank, nhưng đây chỉ là phân nhóm theo địa lý chứ không phải là một phân loại phả hệ. Nhóm Nyo gộp chung các nhánh Potou-Tano và Ga-Dangme của Stewart và cũng bao gồm các ngôn ngữ chưa được phân nhóm ở miền Nam Bờ Biển Ngà, trong khi các ngôn ngữ Ka/Na-Togo và Gbe được nhóm thành Left bank vì chúng được nói ở phía đông của sông Volta.